# Чрвнік
Чрвнік (словац. Črvník) — річка в Словаччині, ліва притока Дубравки, протікає в окрузі Ліптовський Мікулаш.
Довжина приблизно 4.0-4.5 км. Витік знаходиться в масиві Низькі Татри (частина Дюмберські Татри) — схил гори Глачово — на висоті близько 920 метрів. Протікає територією села Дубрава.
Впадає в Дубравку на висоті приблизно 600-615 метрів.